# M-1 (Rusland)
De M-1 of Belaroes (Russisch: М-1 «Беларусь») is een hoofdweg die Moskou met Wit-Rusland en West-Europa verbindt. De weg begint vanaf de MKAD, de Moskouse ringweg, en voert vanaf daar via Smolensk naar de Wit-Russische grens. De totale lengte is 461 kilometer. In Wit-Rusland gaat de weg over in de Wit-Russische M1 naar Minsk en verder richting Brest. De weg gaat door een bosrijk landschap, maar er zitten ook veel open stukken tussen. Doordat de weg niet door dorpjes gaat, maar er langs, zorgt ervoor dat de 461 km vlot voorbij gaan.
Voor Russische begrippen is het een korte snelweg.
De M-1 is nog aangelegd in de tijd van de Sovjet-Unie. Daardoor heeft deze weg maar enkele ongelijkvloerse kruisingen, geen gescheiden weghelft en het asfalt is ook niet altijd even goed. Daardoor wordt deze weg niet als snelweg geclassificeerd. De weg heeft wel vier rijstroken. De M-1 is onderdeel van de E30. Op de laatste 30 kilometer van en naar Moskou doen zich veel files voor.

## Plaatsen langs de M-1
| Km            | Plaats        |
| Moskou        |               |
| 0             | Moskou (MKAD) |
| oblast Moskou |               |
| 5             | Odintsovo     |
| 45            | Kubinka       |
| 68            | Mozjask       |
|               |               |
|               |               |

| Km              | Plaats                |
| oblast Smolensk |                       |
| 166             | Gagarin               |
| 227             | Vjazma                |
| 297             | Safonovo              |
| 323             | Jartsevo              |
| 386             | Smolensk              |
| 461             | Grens met Wit-Rusland |